# Valdés (Halbinsel)
Valdés (spanisch Península Valdés) ist eine Halbinsel im Departamento Biedma der argentinischen Provinz Chubut an der Atlantikküste mit einer Fläche von etwa 3625 km².
Sie ist ein Naturreservat und wurde 1999 von der UNESCO auf die Welterbeliste gesetzt. Die Península Valdés besteht größtenteils aus karger Landschaft und einigen kleineren Salzseen, derer größter mit 35 Metern unter dem Meeresspiegel den tiefsten Punkt der Halbinsel bildet. Kommerzieller Salzabbau wurde 1901–1920 mithilfe der Ferrocarril de Península Valdés betrieben.
Meeressäugetiere tummeln sich an ihrem Ufer und vor ihren Küsten. Dies sind an der Küste Seelöwen und See-Elefanten. Der von der Halbinsel und einer Landzunge des patagonischen Festlands gebildete südliche Golfo Nuevo ist Lebensraum der Südkaper. Diese Bartenwalart kommt in der zweiten Jahreshälfte hierher, um sich fortzupflanzen und ihre Jungen zur Welt zu bringen, da das Wasser im Golf ruhiger und wärmer ist als auf dem offenen Meer. Im offenen Meer, vor den Küsten der Halbinsel, leben auch Schwertwale (Orcas).
Es gibt an den Küsten mehrere Kolonien der Magellan-Pinguine (Spheniscus Magellanicus), die nicht so groß sind wie die in Punta Tombo. Diese zeigen keine Scheu vor Menschen und leben friedlich in unmittelbarer Nähe zu den gewaltigen See-Elefanten.
Das Innere der Halbinsel ist eine trockene und heiße Steppenlandschaft mit kniehohen Sträuchern und von der Sonne verbrannten, dürren Grasbüscheln. Trotz des Klimas wird sie von zahlreichen Tieren bevölkert, wie dem Nandu (Südamerikanischer Straußenvogel), dem Guanaco (Verwandter der Lamas), den Maras und dem Gürteltier.
Einziger bewohnter Ort auf der Halbinsel ist das Dorf Puerto Pirámides.
Bis vor wenigen Jahren unterhielt die argentinische Armee mehrere Stützpunkte auf der Halbinsel. Heute gibt es etwa Überreste einer Landepiste am Punta Norte. Grund war der zum Teil auch militärische Konflikt um die Falklandinseln.

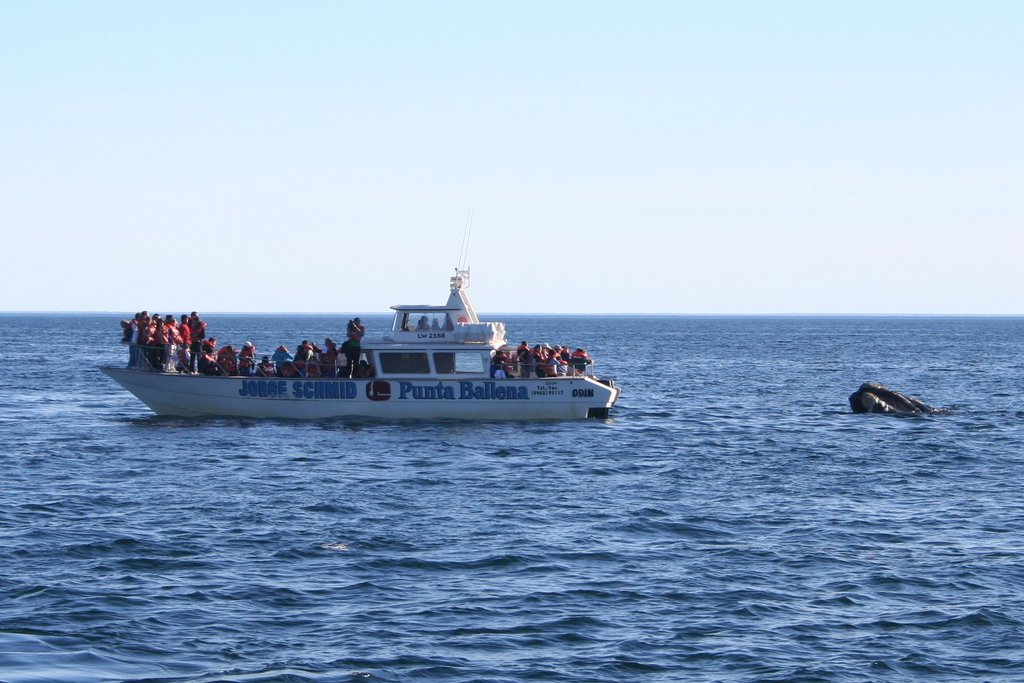
Walbeobachtung
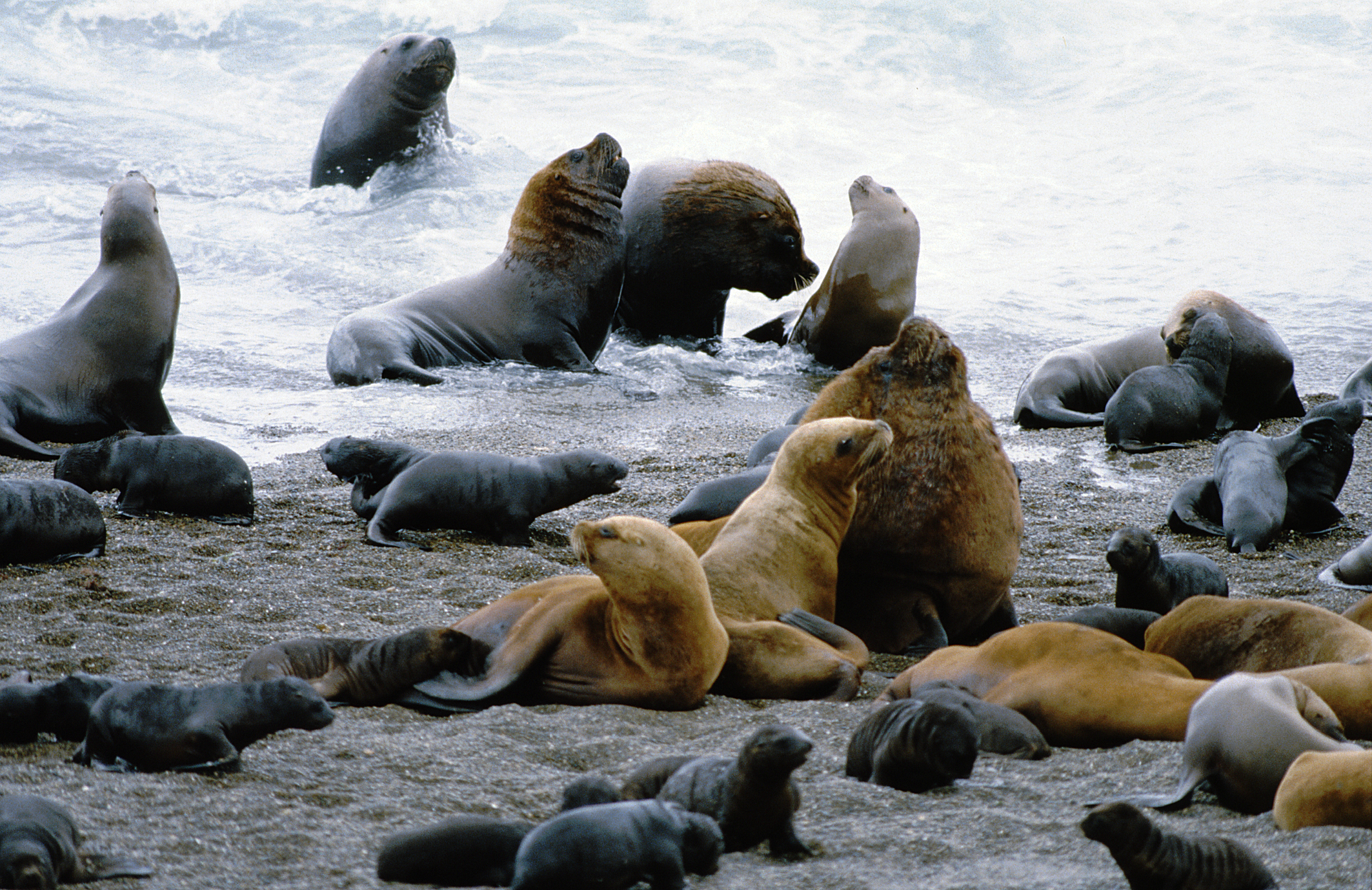
Mähnenrobben auf der Halbinsel Valdés
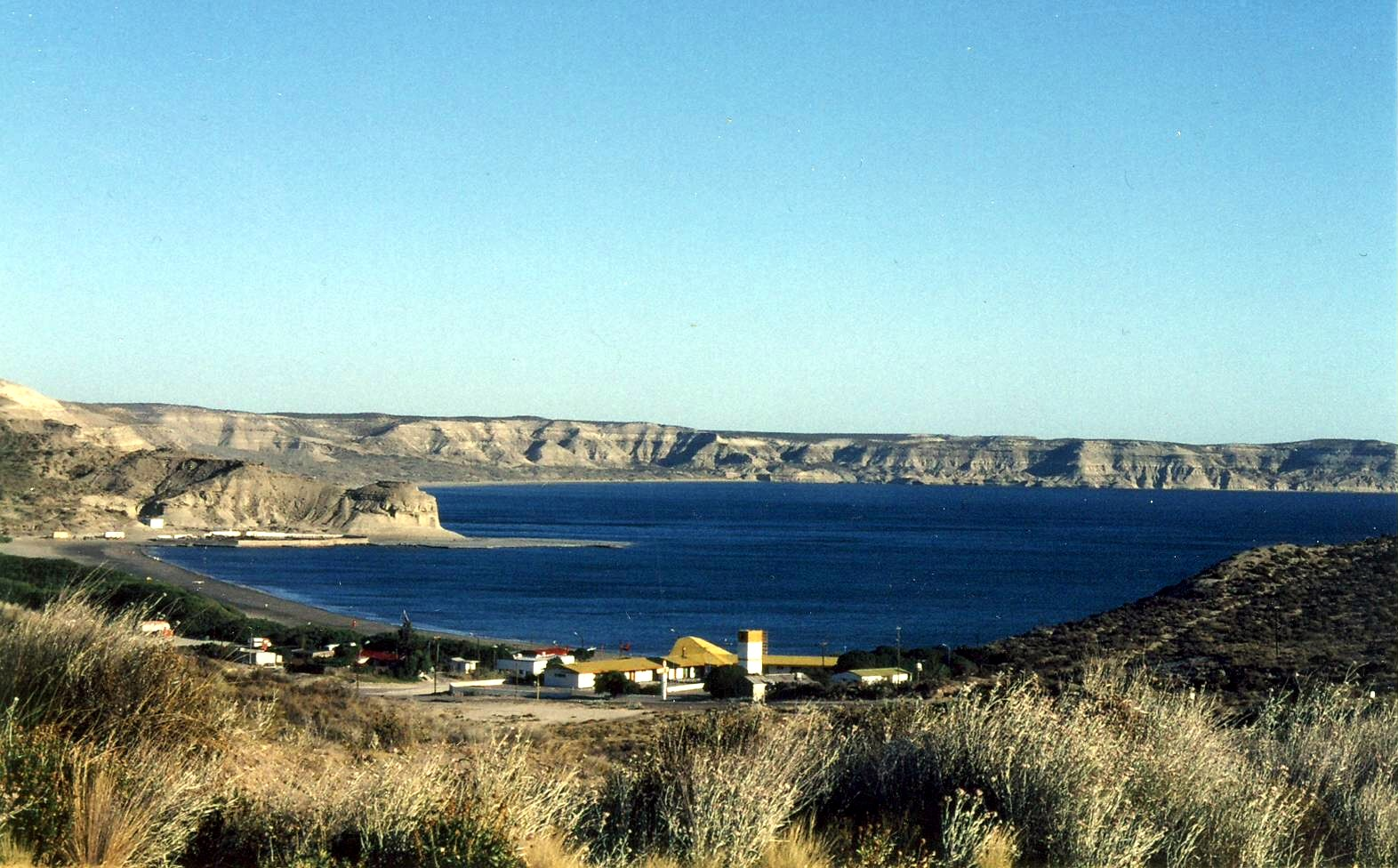
Puerto Pirámides auf der Halbinsel Valdés
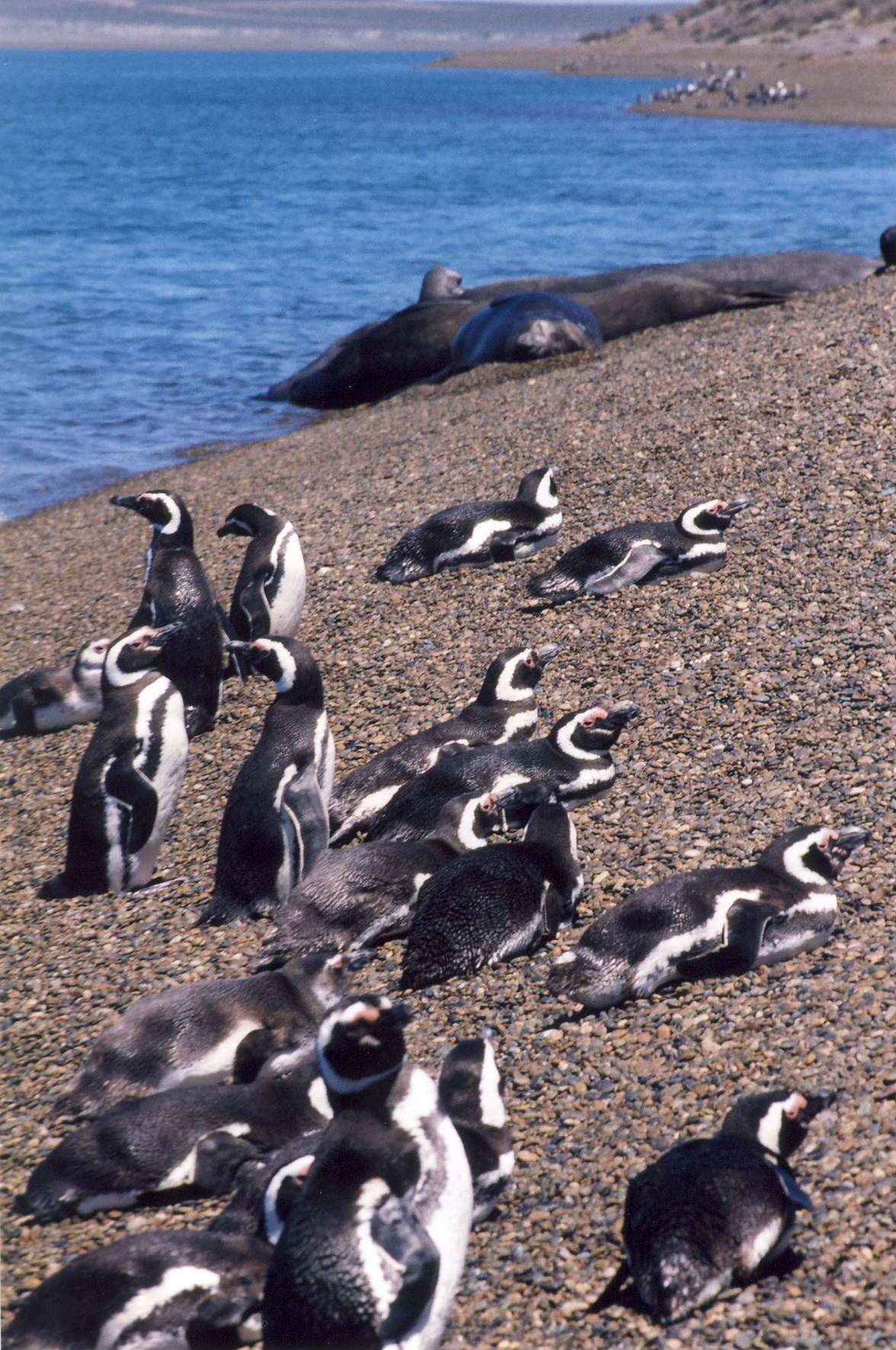
Magellan-Pinguine an der Küste von Valdés. Ein See-Elefanten-Weibchen mit Jungtier ist im Hintergrund zu sehen
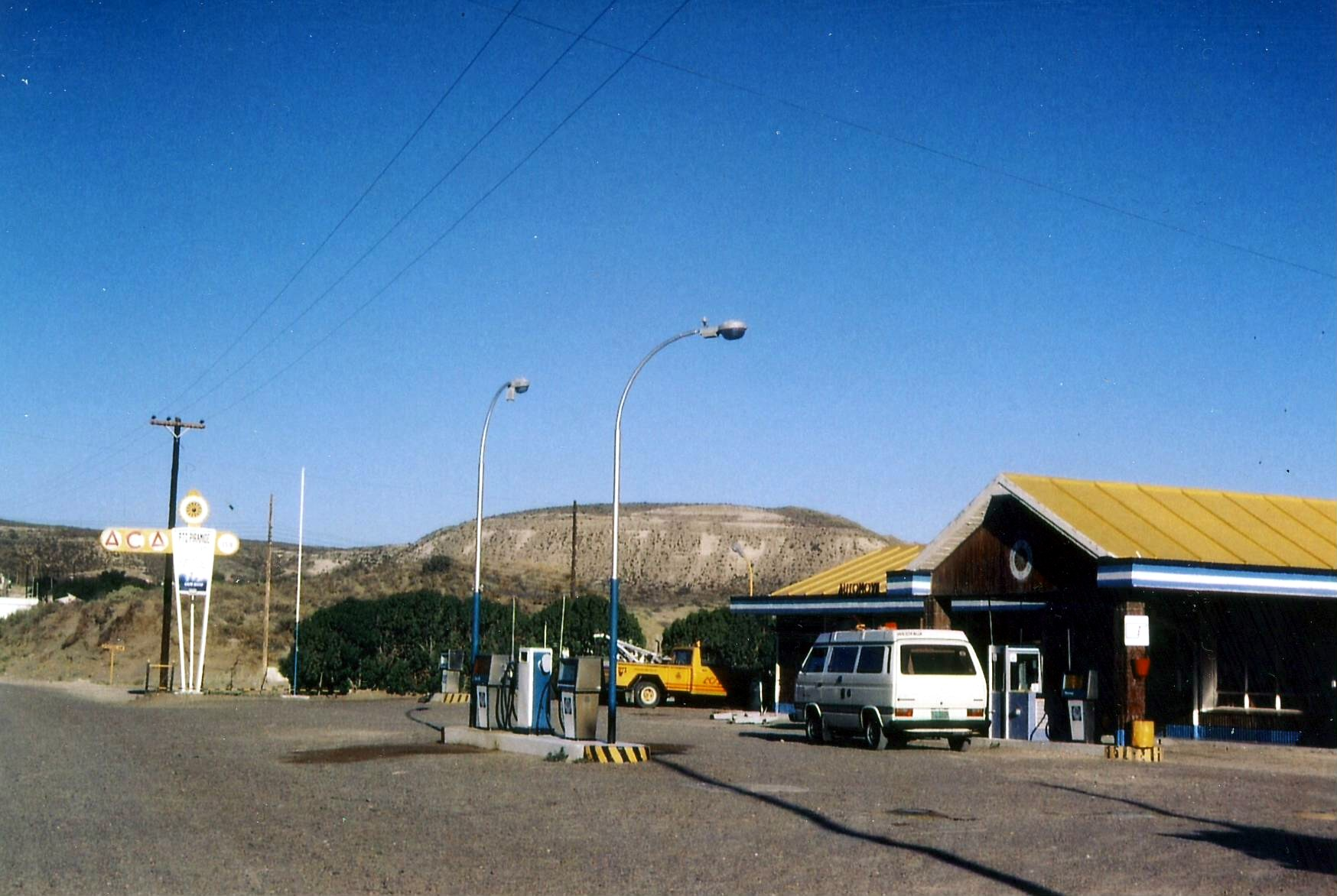
ACA Tankstelle auf Valdés
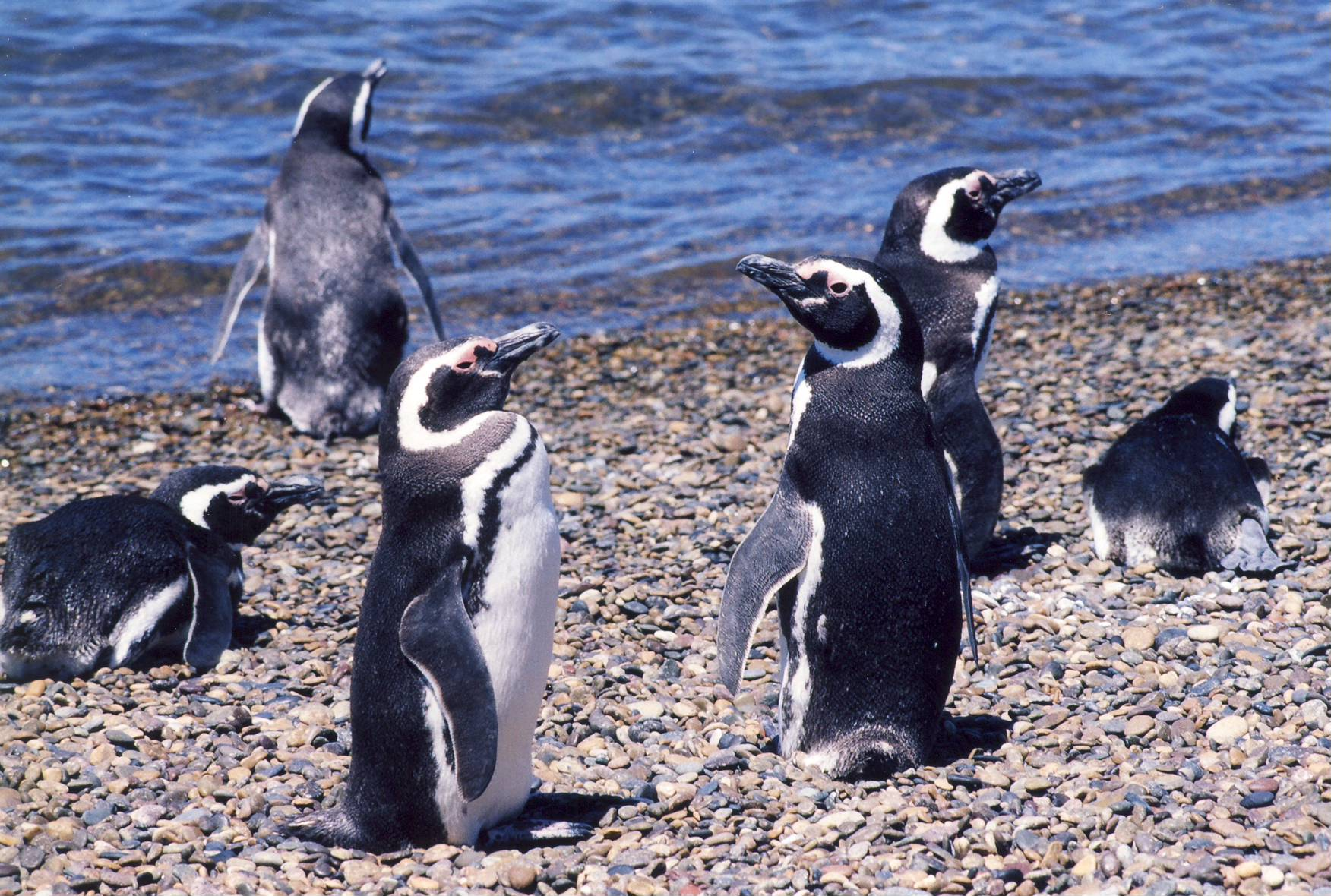
Magellan-Pinguine am Strand von Valdés
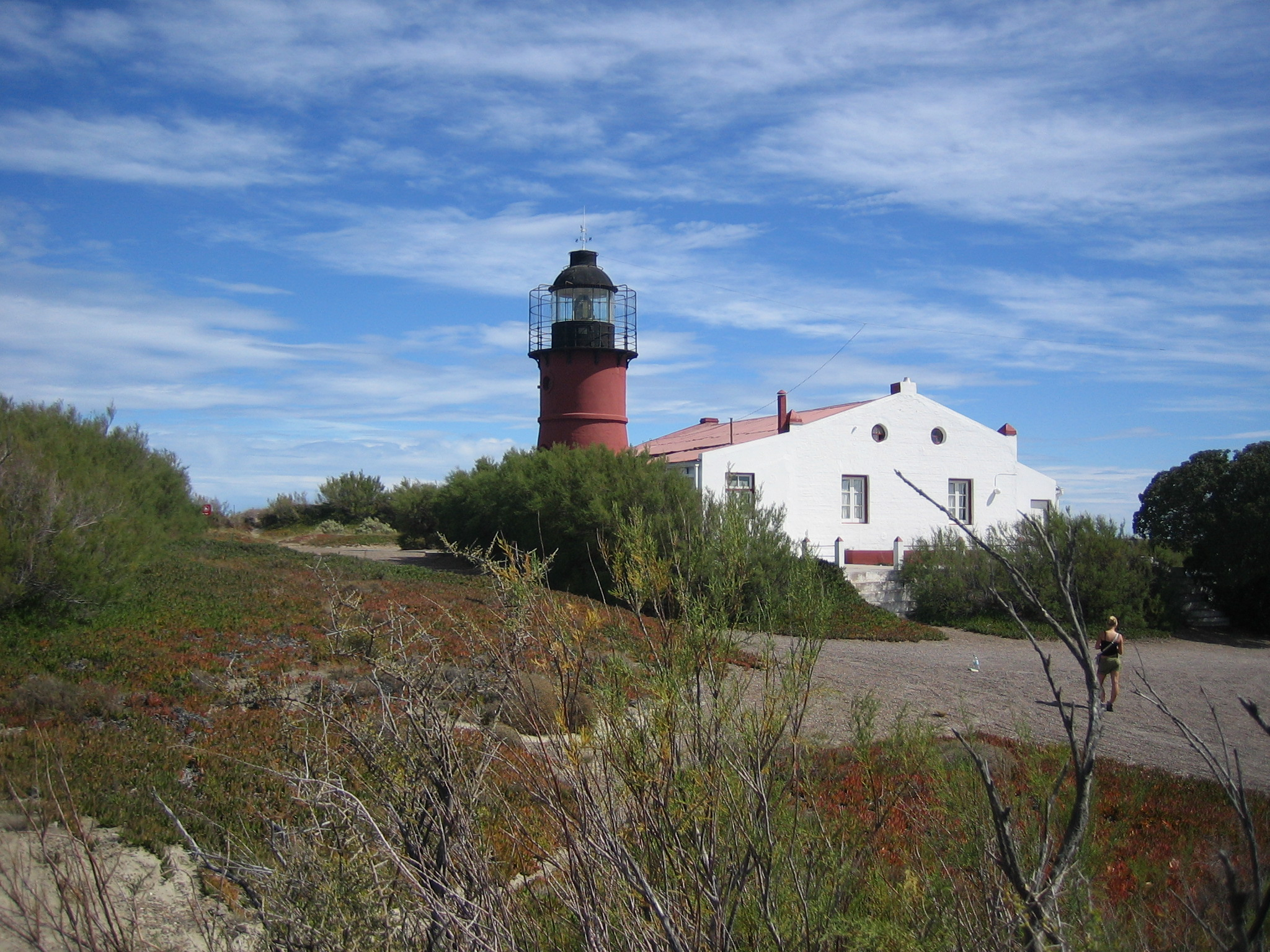
Der Leuchtturm am Punta Delgada
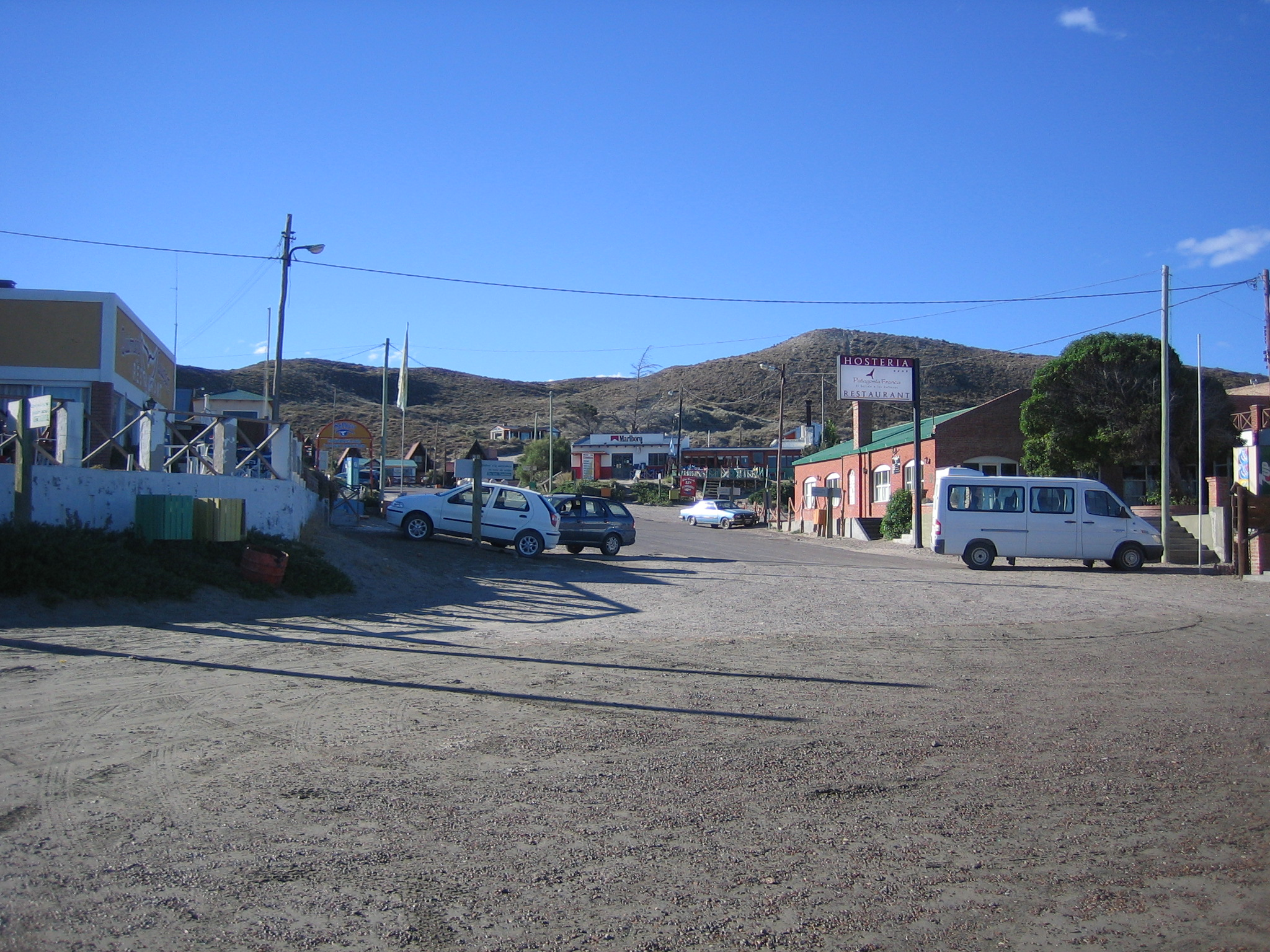
Der einzige Ort, Puerto Pirámides
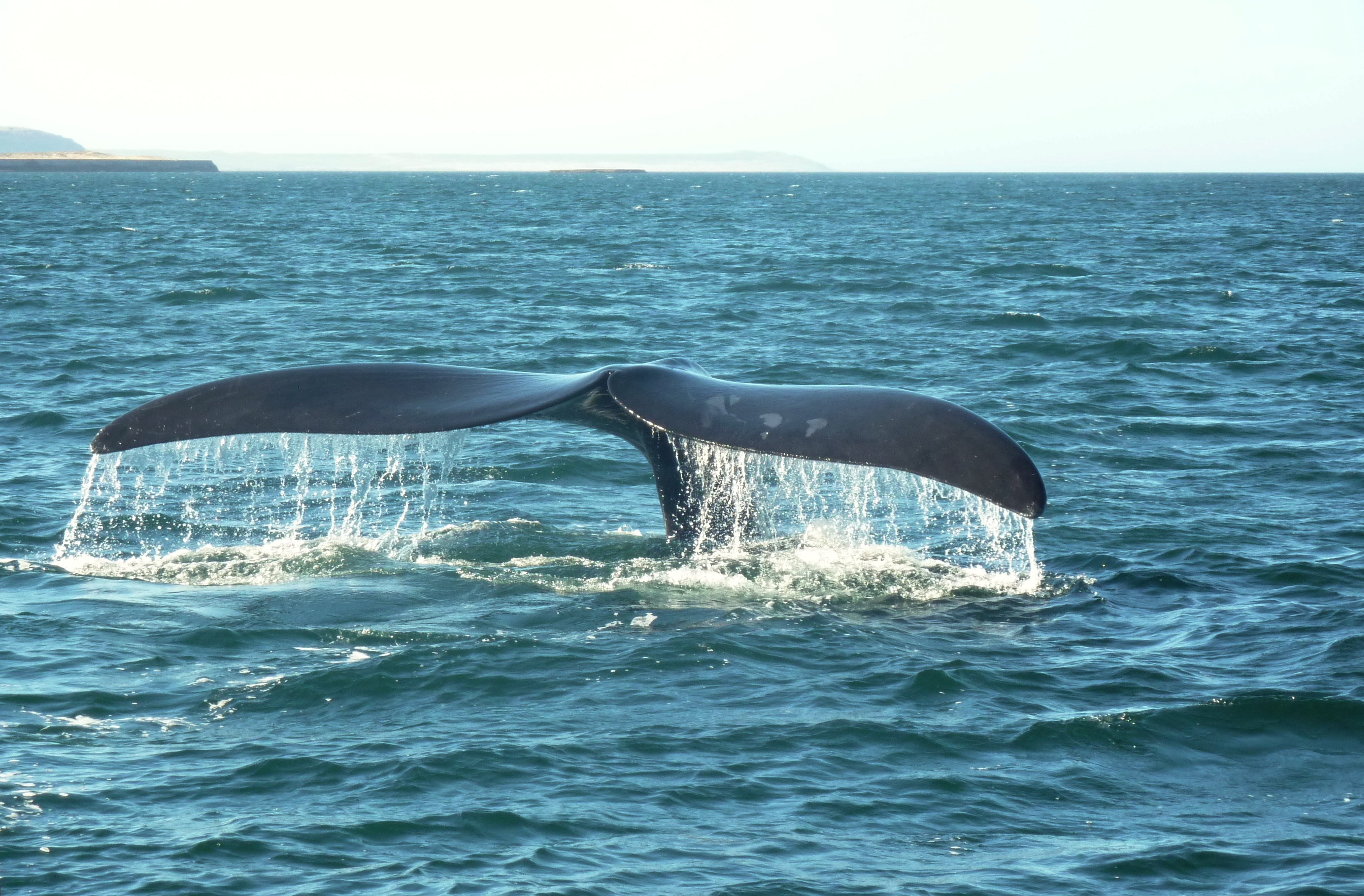
Südkaper vor Valdés
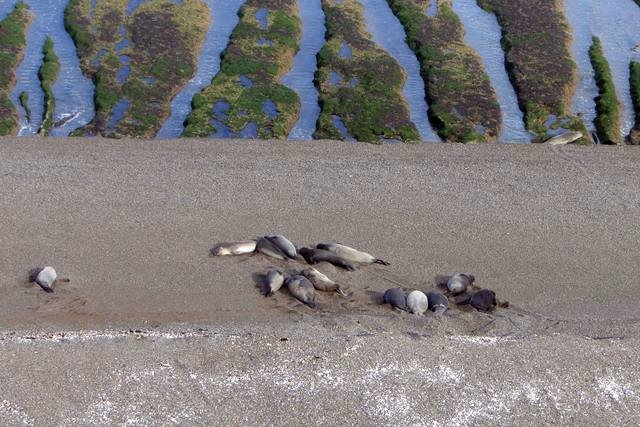
Südamerikanische Seeelefanten